# Verbraucherschutzstelle (Niedersachsen)
Die Verbraucherschutzstelle e. V. ist eine gemeinnützige deutsche Verbraucherorganisation mit Sitz in Niedersachsen. Sie leistet bundesweit unabhängige und kostenfreie Verbraucherberatung.

## Ziele
Der Verein verfolgt das Ziel einer langfristigen Stärkung der Verbraucherrechte, insbesondere durch
- Bildung und Information der Allgemeinheit, besonders der Verbraucher,
- Einwirkung auf Gesetzgebung und Verwaltung gemäß den Aufgaben und Zielen des Vereins,
- die tatkräftige Vertretung und den Schutz der Interessen von Verbrauchern durch Aufklärung, Information und Beratung.
Sie tritt dabei ein für sichere und gesundheitlich unbedenkliche Produkte, das Recht auf einwandfreie Dienstleistungen, den Schutz der Verbraucher vor materieller Übervorteilung, Transparenz und sicheres Einkaufen im Internet, sowie für fairen Handel und Konsum.

## Beratungsangebot
Das Beratungsangebot richtet sich an die Allgemeinheit der Verbraucher und umfasst Fragen des privaten Konsums, beispielsweise zu den Themen Kauf, Handwerkerleistungen, Internetangebote, Gesundheitswesen, Dienstleistungen, Haustürgeschäfte, Reiserecht, Telekommunikation und Freizeit sowie Fragen des Datenschutzes.

## Geschichte
Die Verbraucherschutzstelle hat ihre Wurzeln in einer akademischen Initiative zur Unterstützung sozial schwacher Bürger. In Folge der Nuklearkatastrophe von Tschernobyl und der damit einhergehenden erhöhten Nachfrage an wissenschaftlich fundierter Beratung zu möglicher radioaktiver Belastung von Lebensmitteln, wird die Beratungstätigkeit ausgedehnt. Formuliertes Ziel ist ab da die Bildung und Information der Allgemeinheit, besonders der Verbraucher, sowie Schutz der Interessen von Verbrauchern durch Aufklärung, Information und Beratung.
Im Gegensatz zu den auf Landesebene organisierten Verbraucherzentralen ist die Verbraucherschutzstelle keiner Dachorganisation untergeordnet. Die Verbrauchertelefone und Beratungsangebote sind bundesweit kostenfrei.